# Томас Геннель
Томас Геннель (16 квітня 1903 — 5 листопада 1945) — британський художник і письменник, який спеціалізувався на малюнках та есе на тему британської сільської місцевості. Під час Другої світової війни Геннель був офіційним військовим художником. Його вбили під час служби в Індонезії у листопаді 1945 року.

## Біографія

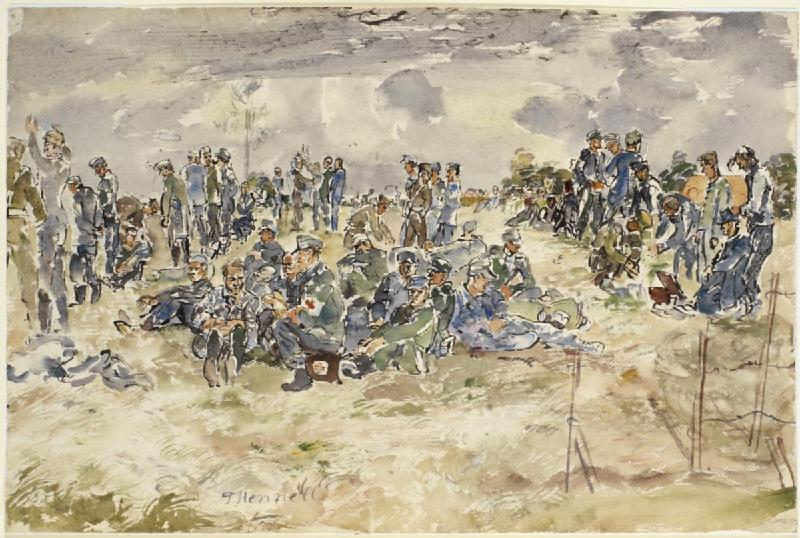
Полонені німці у Тібервілі (Art. IWM ART LD4625)

Геннель народився у селі Рідлі, Кент у 1903 році. Був другим сином Гарольда Геннеля (Harold Barclay Hennell) й Етель Мері Геннель (Ethel Mary Hennell). Томас навчався у початковій школі у Бродстейрсі (Broadstairs), потім у коледжі Бредфілд (Bradfield), Беркшир. Потім навчався у Вестмінстерському політехнічному університеті. Отримавши кваліфікацію вчителя у 1928 році, він певний час викладав у школі Кінгсвуда (Kingswood) і у королівській школі (King's School) Bruton у Сомерсеті. Під час навчання у коледжі Геннель подорожував британською сільською місцевістю, працюючи над нарисами та малюючи ілюстрації сільських пейзажів. У 1932 році він переніс нервовий зрив, лікувався у лікарні Модслі (Maudsley Hospital). Коли одужав, то повернувся до живопису, малюючи сцени сільських ремесел та роботу селян. Тісно співпрацював з HJ Massingham, ілюструючи його книги.

## Творчість

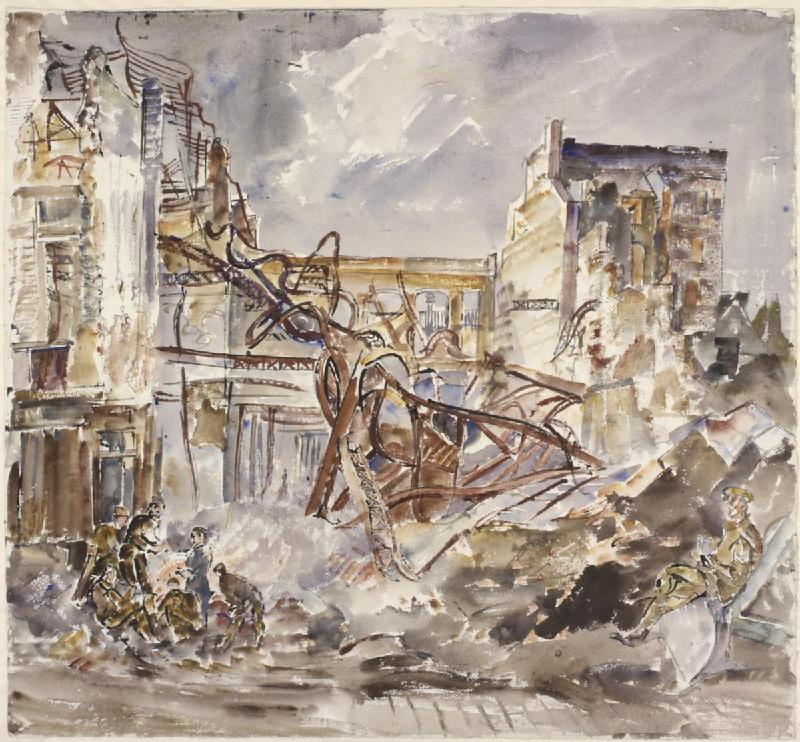
Паризька галерея, Булонь (1944) (Art. IWM ART LD4743)

На початку війни у 1939 році Геннель написав листа до Консультативного комітету військових художників (War Artists' Advisory Committee, WAAC), пропонуючи свої послуги як художник. У 1940 році він працював у Pilgrim Trust, у 1941 році — в Міністерстві інформації. Одночасно він малював акварельні картини із зображенням сільського господарства та ремесел у Кенті, Дорсеті (графство Беркшир) та Вустерширі, Кент. У березні 1941 року одну з його картин придбав Жіночий армійський корпус, а пізніше він отримав завдання зробити малюнки сільських збиральних робіт. У 1943 році Геннеля призначили штатним військовим художником і відправили на заміну Еріка Равіліуса до Ісландії. В Ісландії у другій половині 1943 року він малював картини на морські теми. У травні 1944 року Геннель вирушив у Портсмут, щоб замалювати висадку військ у Нормандії, у якій брав участь. У цей час він писав картини на сюжети із життя німецьких військовополонених. У жовтні 1944 року його перевели до Королівських ВМС.
Перед від'їздом за призначенням на Далекий Схід Томас Геннель побував в Англії. У червні 1945 року він прибув до Бірми. Тут Геннель намалював картину параду перемоги та будівництва злітно-посадкової смуги у джунглях. З Рангуна Геннель їздив поїздом до Колкати, потім приплив до Коломбо. З Коломбо він відплив у Пенанг. Пізніше став свідком капітуляції Сінгапуру. З Сінгапуру Геннель вирушив до Індонезії, був у місті Сурабая на Яві, коли його захопили індонезійські бойовики. У листопаді 1945 Геннеля убили.

## Спадщина
Геннель — автор художніх творів на сільську тему. У його картинах зображено роботи селян у селі: молотьба, боронування, збирання врожаю, садові роботи, відпочинок у полі тощо.
Свого часу Геннель був членом Королівського товариства акварелістів, виставлявся у Новому англійському художньому клубі. Ряд його робіт зберігаються в Імперському воєнному музеї, у Тейт Модерн, є частиною колекції творів мистецтва Міністерства оборони.